# Кальцитизація

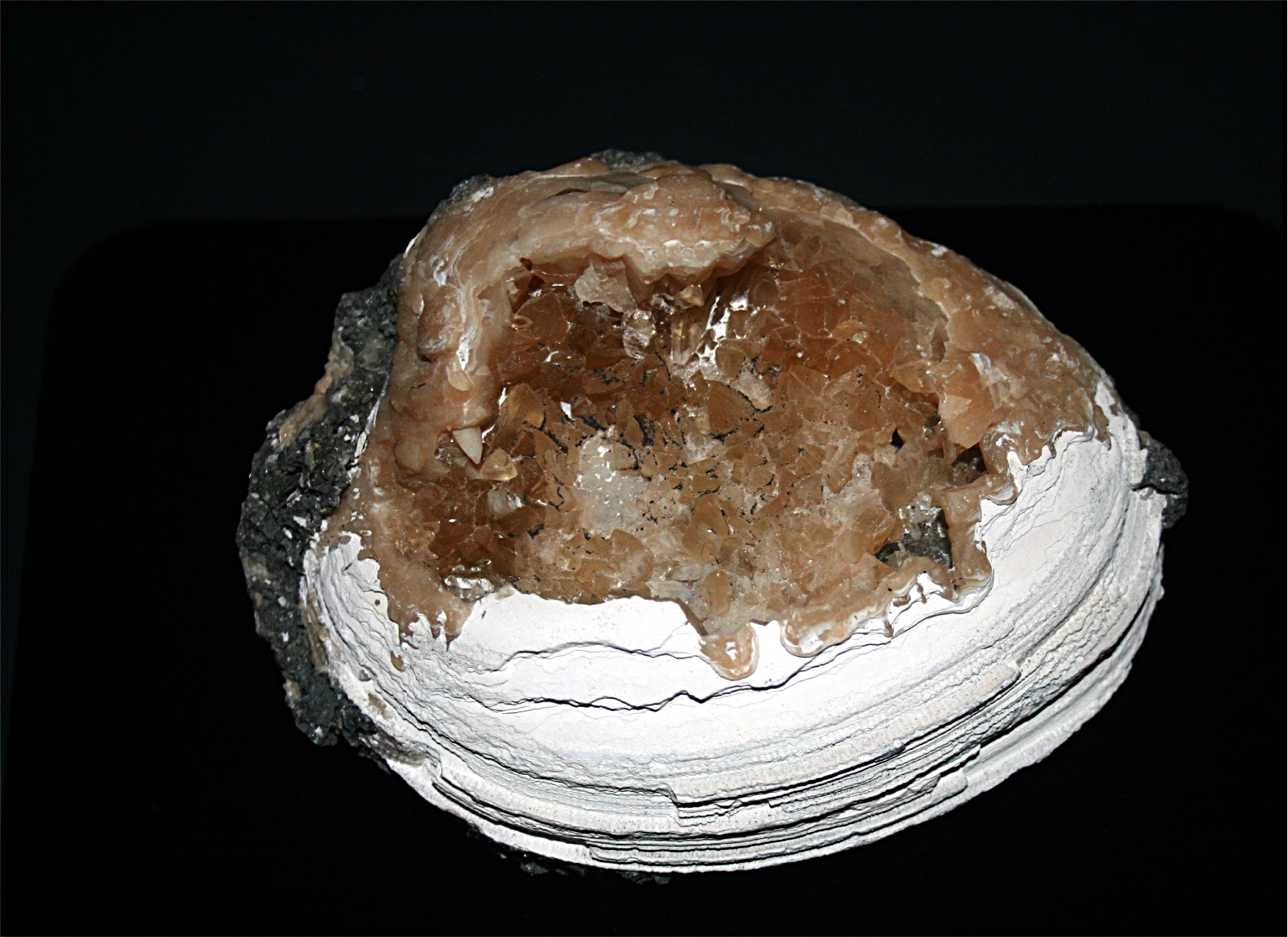
Fragment skamieniałej muszli wypełnionej kalcytem

Кальцитизація (рос. кальцитизация, англ. calcitization, нім. Kalzitisation f) — збагачення мінеральних комплексів кальцитом, який виділяється на пізніших етапах мінералотворення у вигляді прожилок, або заміщує окремі мінерали.